# 올레가리우 벵케렌사
올레가리우 마누엘 바르톨루 파우스티누 벵케렌사(포르투갈어: Olegário Manuel Bartolo Faustino Benquerença, 1969년 10월 18일~)는 포르투갈의 축구 심판이다.
1995년 포르투갈 리가 심판으로 데뷔했으며 2001년에는 국제 축구 연맹으로부터 국제 심판 자격을 취득했다. 2010년 FIFA 월드컵에서는 일본과 카메룬, 나이지리아와 대한민국의 조별 예선 두 경기, 우루과이와 가나의 8강전 경기의 주심을 맡았다.